# Bure
 Bure  es una población y comuna francesa, en la región de Lorena, departamento de Mosa, en el distrito de Bar-le-Duc y cantón de Montiers-sur-Saulx. Es conocida por albergar un laboratorio subterráneo donde se estudia el almacenamiento de los residuos radiactivos. Este proyecto provocó una resistencia activa de parte de militantes ecologistas.

## Demografía
| 135 | 119 | 106 | 105 | 92 | 85 |
| Para los censos de 1962 a 1999 la población legal corresponde a la población sin duplicidades (Fuente: INSEE [Consultar]) |     |     |     |    |    |